# Basketligan dam
La Basketligan dam è il massimo campionato svedese di pallacanestro femminile.
La squadra più titolata è il Södertälje Basketbollklubb con 12 campionati vinti.

## Storia
Nata nel 1956-57 con il nome di Elitserien, dopo quarantacinque edizioni, nel 2001-02 diventa Damligan. Dal 2011-12 assume la denominazione di Basketligan dam.

## Partecipanti
Le squadre nella stagione 2019-20 sono:
- A3 Basket, detentore
- Lulea BBK
- Alvik Stoccolma
- Norrk. Dolphins
- Telge Basket
- IK Eos
- Högsbo Basket, finalista
- Wetterbygden Sparks
- Visby Ladies
- KFUM Uppsala
- Mark Basket

## Albo d'oro
- 1957: BK Rilton
- 1958: BK Rilton
- 1959: KFUM Blackebergs IK
- 1960: BK Rilton
- 1961: KFUM Blackebergs IK
- 1962: KFUM Blackebergs IK
- 1963: KFUM Blackebergs IK
- 1964: KFUM Blackebergs IK
- 1965: KFUM Blackebergs IK
- 1966: KFUM Sunne
- 1967: BK Ruter
- 1968: BK Ruter
- 1969: Ruter/Mörby BBK
- 1970: BK Rush
- 1971: Ruter/Mörby BBK
- 1972: KFUM/KFUK Västerås
- 1973: KFUM Söder
- 1974: KFUM Västerås
- 1975: Högsbo Basket
- 1976: Högsbo Basket
- 1977: Södertälje BBK
- 1978: Södertälje BBK
- 1979: Södertälje BBK

- 1980: Södertälje BBK
- 1981: Södertälje BBK
- 1982: Södertälje BBK
- 1983: Södertälje BBK
- 1984: Södertälje BBK
- 1985: Södertälje BBK
- 1986: Solna IF
- 1987: Solna IF
- 1988: Solna IF
- 1989: Arvika Basket
- 1990: Arvika Basket
- 1991: Arvika Basket
- 1992: Arvika Basket
- 1993: Arvika Basket
- 1994: Arvika Basket
- 1995: Bro Basket
- 1996: Nerike Basket
- 1997: Södertälje BBK
- 1998: Nerike Basket
- 1999: Nerike Basket
- 2000: Proderm Flamingos
- 2001: 08 Alvik Stockholm
- 2002: Solna Vikings

- 2003: 08 Stockholm Human Rights
- 2004: Solna Vikings
- 2005: Visby Ladies
- 2006: Solna Vikings
- 2007: 08 Stockholm Human Rights
- 2008: Solna Vikings
- 2009: Solna Vikings
- 2010: 08 Stockholm Human Rights
- 2011: Telge Basket
- 2012: Telge Basket
- 2013: Norrköping Dolphins
- 2014: Northland Basket
- 2015: Northland Basket
- 2016: Luleå BBK
- 2017: Luleå BBK
- 2018: Luleå BBK
- 2019: A3 Basket Umeå
- 2020: Luleå BBK
- 2021: Luleå BBK
- 2022: Norrk. Dolphins
- 2023: Luleå BBK
- 2024: Södertälje BBK
- 2025: Luleå BBK

## Vittorie per club
| Club                      | Città      | Titolo | Anno                                                                         |
| ------------------------- | ---------- | ------ | ---------------------------------------------------------------------------- |
| Södertälje BBK            | Södertälje | 13     | 1977, 1978, 1979, 1980, 1981, 1982, 1983, 1984, 1985, 1997, 2011, 2012, 2024 |
| Luleå BBK                 | Luleå      | 9      | 2014, 2015, 2016, 2017, 2018, 2020, 2021, 2023, 2025                         |
| Solna IF                  | Solna      | 8      | 1986, 1987, 1988, 2002, 2004, 2006, 2008, 2009                               |
| KFUM Blackebergs IK       | Stoccolma  | 6      | 1959, 1961, 1962, 1963, 1964, 1965                                           |
| Arvika Basket             | Arvika     | 6      | 1989, 1990, 1991, 1992, 1993, 1994                                           |
| BK Ruter                  | Stoccolma  | 4      | 1967, 1968, 1969, 1971                                                       |
| Nerike Basket             | Örebro     | 4      | 1995, 1996, 1998, 1999                                                       |
| 08 Stockholm Human Rights | Stoccolma  | 4      | 2001, 2003, 2007, 2010                                                       |
| BK Rilton                 | Stoccolma  | 3      | 1957, 1958, 1960                                                             |
| Norrköping Dolphins       | Norrköping | 3      | 2000, 2013, 2022                                                             |
| KFUM Västerås             | Västerås   | 2      | 1972, 1974                                                                   |
| Högsbo Basket             | Göteborg   | 2      | 1975, 1976                                                                   |
| KFUM Sunne                | Sunne      | 1      | 1966                                                                         |
| BK Rush                   | Stoccolma  | 1      | 1970                                                                         |
| KFUM Söder                | Stoccolma  | 1      | 1973                                                                         |
| Visby Ladies              | Visby      | 1      | 2005                                                                         |
| A3 Basket Umeå            | Umeå       | 1      | 2019                                                                         |